# Alvan Graham Clark
Alvan Graham Clark, ameriški astronom in optik, * 10. julij 1832, Fall River, Massachusetts, ZDA, † 9. junij 1897, Cambridge, Massachusetts.

## Življenje in delo
Alvan Graham je bil sin Alvana Clarka. V Washingtonu je leta 1862 na Pomorskem observatoriju ZDA postavil 660 mm refraktor, ki je bil med prvimi večjimi refraktorji. Že med brušenjem in preskušanjem objektivne leče je istega leta odkril Sirius B, belo pritlikavko v dvozvezdju Sirij (α Velikega psa (CMa)) z navideznim sijem 8m.
Pozneje je s tem daljnogledom leta 1877 Asaph Hall odkril Marsova naravna satelita Fobos in Deimos. Imel je montažo nemškega tipa s protiutežjo na nasprotni strani.

## Priznanja

### Poimenovanja
Po njem in očetu Alvanu krater Clark na Luni.
1. 1 2  SNAC — 2010.
2. 1 2  Proleksis enciklopedija, Opća i nacionalna enciklopedija — 2009.
3. 1 2  https://books.google.com/?id=4FxDAQAAMAAJ&pg=PA386
4. 1 2  The Boston Globe, Boston Globe, The Boston Daily Globe // The Boston Weekly Globe — Boston: John W. Henry, 1872. — ISSN 0743-1791